# Johny Jaminet
Jean „Johny” Jaminet (ur. 25 kwietnia 1930 w Esch-sur-Alzette, zm. 11 września 1999 tamże) – luksemburski piłkarz, grający na pozycji obrońcy.
W 1952 rozegrał 7 meczów w reprezentacji Luksemburga, w tym dwa podczas igrzysk olimpijskich. Był zawodnikiem klubu FC The National Schifflange.